# Tony DePaul
Tony DePaul, född 1954, är en amerikansk serietidningsförfattare för serietidningen Fantomen i Sverige och på grund av detta fick han möjlighet att överta och bli den nuvarande författaren av Phantom daily and Sunday strip. DePaul har skrivit tidningsstrippen sedan Falk avled 1999.
Han har tidigare arbetat som journalist i över tjugo år, men är idag frilansskribent.